# کازویا آندو
کازویا آندو (ژاپنی: 安藤 一哉؛ زادهٔ ۱۵ ژوئیهٔ ۱۹۹۷) یک بازیکن فوتبال اهل ژاپن است.
از باشگاه‌هایی که در آن بازی کرده‌است می‌توان به باشگاه فوتبال گاینار توتوری اشاره کرد.